# گوگل اپ انجین
گوگل اپ انجین یا موتور اجرای برنامه گوگل (به انگلیسی: Google App Engine) که با عنوان‌های دیگری هم چون GAE و GAE/J نیز نامیده می‌شود، اولین نسخه آن نیز در آوریل ۲۰۰۸ ارائه شده‌است.
Google Earth Engine یک سامانه تحت وب است که با تهیه بانک اطلاعاتی تصاویر ماهواره ای قوی و فرمان‌های ساده، امکان انواع پردازش‌ها سنجش از دور را فراهم نموده‌است. روش متعارف در پروژه‌های سنجش از دور شامل، تهیه تصویر یا تصاویر بر اساس هدف پروژه، انجام پردازش‌های اولیه (تصحیحات هندسی و رادیومتری)، پردازش‌های ثانویه و ارزیابی دقت می‌باشد. هر کدام از این مراحل مشکلات خاص خود را دارد؛ مثلاً در خصوص تهیه تصاویر، حجم زیاد تصاویر و دانلود کردن آنها، زمان زیادی صرف می‌شود. در خصوص پردازش تصاویر نیاز به نرم‌افزارهای خاص و سخت‌افزار قدرتمند می‌باشد. GEE بهترین جایگزین برای انجام پروژهای سنجش از دور می‌باشد.
GEE یک پلت فرم در مقیاس بتا بایت برای تجزیه و تحلیل علمی و تجسمی از مجموعه داده‌های جغرافیایی، برای منفعت عمومی، کاربران تجاری و دولتی است.
بانک داده گوگل ارث انجین (GEE) برای تشخیص تغییرات مکانی -فضایی، عملیات سری‌های زمانی نقشه‌ها و دیگر عملیات‌های جغرافیایی و مکانی سطح زمین مفید است.
GEE تصاویر ماهواره ای را ذخیره می‌کند و آن را سازماندهی می‌کند و برای اولین بار برای داده کاوی در سطح جهانی در دسترس می‌باشد. آرشیو داده‌های عمومی شامل تصاویر گذشته زمین است که به بیش از چهل سال بازمی‌گردد و هر روز تصاویر جدیدی جمع‌آوری و به آن اضافه می‌شوند. این سامانه همچنین APIها را در جاوا اسکریپت و پایتون و سایر ابزارها فراهم می‌کند تا به تحلیل داده‌های مجموعه‌های بزرگ جغرافیایی بپردازد.
مأموریت شرکت گوگل سازماندهی اطلاعات جهان است و آن را به‌طور جهانی و به‌صورت مفید در دسترس قرار دهد. در راستای این مأموریت، GEE اطلاعات جغرافیایی را سازماندهی می‌کند و آن را برای تجزیه و تحلیل آماده می‌کند. به‌طور کلی، گوگل تلاش می‌کند که جهان را از طریق استفاده از تکنولوژی بهتر بداند. زیرساخت‌های فنی موتور زمین، اقدامات انسان دوستانه، علمی و زیست‌محیطی را که گوگل از آن حمایت می‌کند، حمایت می‌کند.
این موتور امکان اجرای برنامه‌های تحت وب را بر روی سرویس‌دهنده‌های گوگل فراهم می‌کند. ساخت، حفظ و مدیریت ترافیک و داده‌ها به آسانی در این سیستم قابل اجرا است.